# Liste der Naturdenkmäler in Erndtebrück
Die Liste der Naturdenkmäler in Erndtebrück nennt die Naturdenkmäler in Erndtebrück im Kreis Siegen-Wittgenstein in Nordrhein-Westfalen.

## Naturdenkmäler
| Reg.-Nr. | Bezeichnung                  | Lage                                             | Beschreibung                                                                                     | Bild                 |
| -------- | ---------------------------- | ------------------------------------------------ | ------------------------------------------------------------------------------------------------ | -------------------- |
| ND 1     | Steinbruch vorm Reistenberg  | Nördlich von Birkelbach                          | Steinbruch, Fundpunkt von Fossilien                                                              |                      |
| ND 2     | Steinbruch „Am Alten Schlag“ | Westlich von Erndtebrück                         | Steinbruch                                                                                       |                      |
| ND 3     | Steinbruch „Steimel“         | Südwestlich Schameder                            | Steinbruch                                                                                       |                      |
| ND 4     | Ahornreihe                   | Südlich Schameder im Baierbachtal                | landschaftsbildprägende, wegbegleitende Ahornbaumreihe, teils beidseitig des Weges, Länge: 600 m |                      |
| ND 5     | Steinbruch „Alter Garten“    | Südlich Schameder                                | Steinbruch                                                                                       |                      |
| ND 6     | Bergahorn                    | Nördlich von Balde, östlich der Kreisstraße K 47 | Felsgruppe                                                                                       |                      |
| ND 7     | Bergahorn, Esche             | Am Forsthaus Ludwigseck                          | Zwei Einzelbäume                                                                                 |                      |
| 1        | 3 Eschen                     | Benfe; Dorfstr. 41                               |                                                                                                  |                      |
| 2        | 2 Eschenbestand              | Birkefehl; Zur Wäsche, 1                         | Flur 4 Flurstücke 53, 54, 321                                                                    | Eine von zwei Eschen |
| 3        | 2 Linden                     | Birkelbach; Friedhofskapelle Birkelbach          |                                                                                                  |                      |
| 4        | 1 Eiche                      | Birkelbach; Zum Reistenberg                      |                                                                                                  |                      |
| 5        | 1 Eiche                      | Birkelbach; Am Rücken 2                          |                                                                                                  |                      |
| 6        | 4 Ahorne, 2 Eschen           | Erndtebrück; Siegener Str. 19 und 21             |                                                                                                  |                      |
| 7        | 6 Ahorne                     | Erndtebrück; Kirchplatz 2                        |                                                                                                  |                      |
| 8        | 2 Eichen                     | Erndtebrück; Breslauer Straße, am Hachenberg     |                                                                                                  |                      |
| 9        | 1 Buche                      | Schameder; An der Lai                            |                                                                                                  |                      |
| 10       | 1 Esche;                     | Zinse; Große Mittel 19                           |                                                                                                  |                      |
| 11       | 1 Eiche                      | Zinse; gegenüber Große Mittel 36                 |                                                                                                  |                      |
| 12       | 1 Ahorn                      | Schameder; Im Grund 9                            |                                                                                                  |                      |
| 13       | 1 Ahorn                      | Zinse; Große Mittel 12                           |                                                                                                  |                      |